# Romain Collaud
 (novembre 2021).
Romain Collaud, né le 17 août 1984 à Fribourg (originaire de Saint-Aubin), est une personnalité politique fribourgeoise, membre du Parti libéral-radical.
Il est conseiller d'État depuis 2022.

## Biographie
Romain Collaud naît le 17 août 1984 à Fribourg. Il est originaire de Saint-Aubin, dans le même canton. Il grandit à Grolley, dans une fratrie de quatre enfants.
Son père, Jean-Jacques Collaud, avocat de profession, a été syndic de Grolley et député libéral-radical au Grand Conseil du canton de Fribourg, ; sa mère, née Eliane Messerli, est secrétaire de direction de formation.
Il suit sa scolarité à Grolley, puis à Fribourg. Après trois ans au Collège Sainte-Croix (Fribourg), il fait un apprentissage chez UBS. Il obtient par la suite un diplôme d'économiste bancaire ES en 2011 et un diplôme fédéral d’expert en finance et investissement en 2013.
Il déménage à Genève en 2006, où il travaille pour UBS. Il revient s'installer dans le canton de Fribourg en 2011, où il travaille pour la banque privée Wegelin, puis pour Credit Suisse. De 2017 à décembre 2021, il est directeur d'une société de conseils financiers.
En couple, il est père de deux enfants et habite à Cottens.

## Parcours politique
Romain Collaud rejoint les jeunes radicaux fribourgeois à 16 ans. Sa première campagne politique est celle du Grand Conseil en 2011 ; il n'est pas élu, mais accède au parlement en cours de législature en 2014 à la suite d'une démission. Réélu en 2016, il devient chef du groupe PLR au Grand Conseil. Également candidat en 2021, il ne siège toutefois pas à la suite de son élection à l'exécutif et est remplacé par Pauline Robatel.
Candidat pour le Conseil national lors des élections de 2019, il obtient le deuxième meilleur score des candidats non élus de sa liste.
Il est élu conseiller d'État du canton de Fribourg le 28 novembre 2021, en troisième position des sept élus, après être arrivé en septième position au premier tour. Il prend la tête de la Direction de la sécurité, de la justice et du sport le 1er janvier 2022.